# Lu Xiangyang
Lu Xiangyang (chinesisch: 吕向阳; * 1962 in Chaohu, Provinz Anhui) ist ein chinesischer Unternehmer und einer der Gründer des Batterie- und Automobilherstellers BYD. Mit einem Vermögen in Höhe von knapp 20 Milliarden US-Dollar (April 2025) gehörte er zu den reichsten Chinesen.

## Laufbahn
Er begann seine berufliche Laufbahn im Alter von 16 Jahren bei der örtlichen Niederlassung der Chinesischen Volksbank in seiner Heimatprovinz Anhui. Anfang der 1990er Jahre zog er in die Provinz Guangdong, wo er begann, für Makler zu arbeiten und später eigene Unternehmen gründete. Im Jahr 1995 investierte er 2,5 Millionen Renminbi in das neu gegründete Unternehmen BYD, dessen Gründer sein Cousin Wang Chuanfu war. Die Beteiligung an BYD brachte Xiangyang später den größten Teil seines Vermögens ein. Später erwarb Lu Xiangyang Anteile an verschiedenen Bergbauprojekten. Er tauchte 2016 erstmals in der The World’s Billionaires-Liste auf.